# IC 4993
IC 4993 ist eine Spiralgalaxie vom Hubble-Typ Sm pec im Sternbild Pfau am Südsternhimmel. Sie ist schätzungsweise 498 Millionen Lichtjahre von der Milchstraße entfernt.
Das Objekt wurde am 24. September 1900 vom US-amerikanischen Astronomen DeLisle Stewart entdeckt.